# Puente de Saint-Nazaire
El puente de Saint-Nazaire (del francés: pont de Saint-Nazaire) es un puente atirantado multicable en abanico de Francia que se extiende sobre el estuario del Loira y conecta la ciudad de Saint-Nazaire (en el lugar llamado de Penhoet, a través de la comuna de Montoir-de-Bretagne, donde el puente realmente despega) sobre la margen derecha, al norte, con Saint-Brevin-les-Pins, en la margen izquierda, al sur.
La estructura metálica atirantada tiene 720 m y el conjunto de la obra con los viaductos de acceso tiene una longitud total de 3356 m.

## Historia
El puente de Saint-Nazaire fue puesto en servicio el 18 de octubre de 1975, después de tres años de construcción. Con un vano central de 404 m, la estructura metálica de 720 m ostentó en el momento de su construcción el récord mundial de vano de un puente atirantado de acero.
En 1992, el Consejo General de Loire-Atlantique tomó el control de la SAEM del puente de Saint-Nazaire concesionario de la construcción y explotación de la obra. El acceso al puente es libre tras la supresión del peaje el 1 de octubre de 1994.
La obra fue costeada por el consejo general de la Loire-Atlantique, lo que garantiza la gestión y mantenimiento desde el 1 de agosto de 1995. Desde su creación, el intercambio entre el norte y el sur del estuario ha crecido considerablemente.

## Características y construcción
La obra consta de dos viaductos de acceso de hormigón pretensado de 1115 m, el norte, y de {1521 m, el sur, y una estructura principal de acero atirantado de 720 m de longitud. Es utilizado por la carretera departamental RD213.
La construcción del puente fue confiado a un grupo de empresas:
- construcción metálica: Compañía francesa de empresas metálicas (compagnie française d'entreprises métalliques, CFEM);
- estructuras de hormigón: Sociedad general de empresas (société générale d'entreprises, SGE) (Los cimientos fueron subcontratado a las empresas, Morillon-Corvol, Courbot et Dodin).

### Viaducto de hormigón
Viaducto independiente de vigas pretensadas:
- 22 tramos al norte y 30 al sur, de 50,70 m de luz;
- 208 vigas pretensadas de 2,80 m de altura y de 190 toneladas;
- un ancho de losa de 13,5 m entre barandillas, con  12,0 m de ancho útil (utilizado en 3 calzadas carreteras), y dos pasajes de servicio de0,75 m;
- pendientes longitudinales del 5,6%.

Montaje
Fabricación en el suelo de las vigas, después transportadas en un remolque, y lanzamiento mediante un lanzador metálico que permite el desplazamiento transversal.

### Obra principal metálica
- Un cajón metálico atirantado de 720 m de largo y una altura de 3,20 m, en 3 tramos de 158 m, 404 m y 158 m, presentando una malla ortotrópica de 15 m de ancho;
- Una altura libre de 61 m por encima del agua más baja, en un ancho de 300 m;
- 72 tirantes (del tipo cables cerrados) en 4 abanicos, fijados a dos pilonas metálicas en V invertida, articulados en el pie, y cuya cabeza está aproximadamente a 130 m sobre el nivel del agua más baja.

Montaje
- Fabricación de dos secciones de 96 m en cadariberal, suministradas por vía marítima desde la fábrica de Fos-sur-Mer, por el estrecho de Gibraltar;
- Montaje en dos barcazas de cada tramo de ribera de 192 m de longitud (con falsa puerta de 34 m  de luz central);
- Levantamiento del cajón ensamblado y de cada pilona tendida, por cremalleras y bastidores;
- Levantamiento de las pilonas;
- Izados sucesivos en secciones del vano central de tramos de 16 m y puesta en el sitio y reglaje con avance de los tirantes;
- Anclaje.

### Pilonas

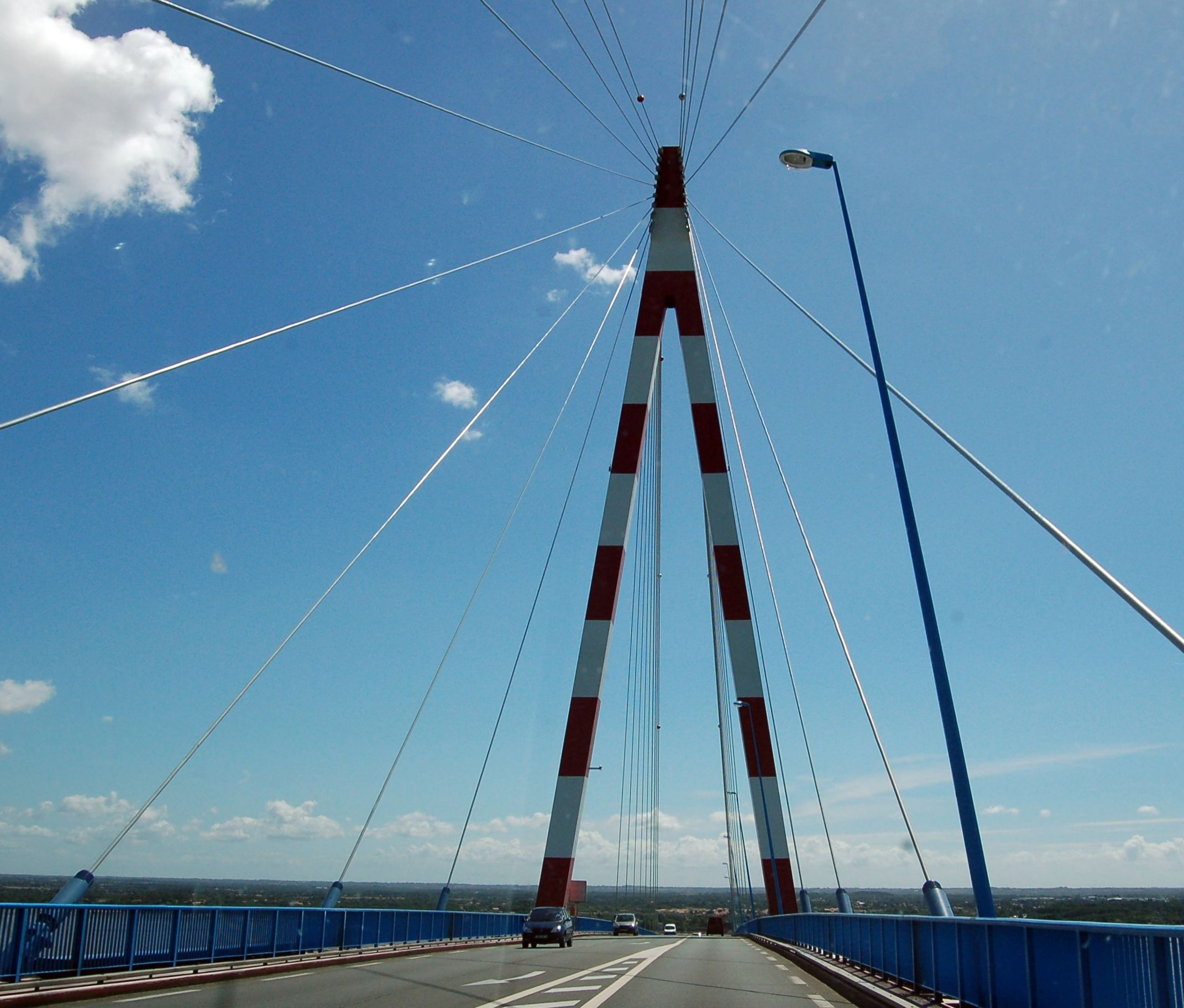
Pilona

- Las pilonas corrientes (52, con exclusión 2 pilares) están constituidas por dos husos en forma de H de 3,0 m hasta 57 m de altura, descansando sobre una base soportada por cuatro pilotes de 1,80 m o 1,50 m de diámetro.
- Dos pilas principales a ambos lados del canal, huecas y formadas por cuatro celdas verticales cimentadas sobre un grupo de 18 pilotes de 1,80 m de diámetro.
- El conjunto de pilotes de hormigón armado revestido y anclados a la roca (unos 260) varían en longitud desde 15 hasta 50 m.

Las pilonas fueron construidas mediante la técnica de encofrado deslizante.

### Condiciones del tráfico
La velocidad está limitada a 70 km/h. El tráfico puede ser prohibido a algunos o todos los vehículos por fuertes vientos.
El Consejo general ha puesto en marcha un sistema de gestión de las vías del puente, que permite a final del día, o en función de eventos únicos, dedicar una segunda vía en el sentido de la circulación más solicitada. Este sistema se traduce en barreras plegables, puntos luminosos de color rojo incrustados en el recubrimiento y pórticos de paneles luminosos con señalización (flechas verde/naranjas o cruces rojas) para indicar el sentido de circulación afectado a cada una de las tres vías.
Único en Francia, este sistema se puso en servicio el 25 de agosto de 2010 y se considera «experimental». De hecho, esta es una exigencia de los servicios estatales que el código de la ruta prevea una señalización blanca en el suelo. El consejo general de Loire Atlantique ha recibido una autorización de 1 año, con posibilidad de renovación.
Dos puntos todavía se pueden mejorar:
- El balizado luminoso ya que los LED son demasiado frágiles.
- El aumento de tráfico durante la temporada de verano que, a pesar del nuevo sistema, provoca muchos atascos de tráfico.

### Deportes
Este puente es la dificultad no natural mayor que existe en las carreras ciclistas. Así, es la única cota cuyo origen no es natural cuando se atraviesa en el Tour de Francia (de cuarta categoría).
| Predecesor: Puente Duisburg-Neuenkamp (Duisburg) | Puente atirantado más largo del mundo 1974-1983 | Sucesor: Puente Ingeniero Carlos Fernández Casado (Barrios de Luna) |

## Galería de imágenes

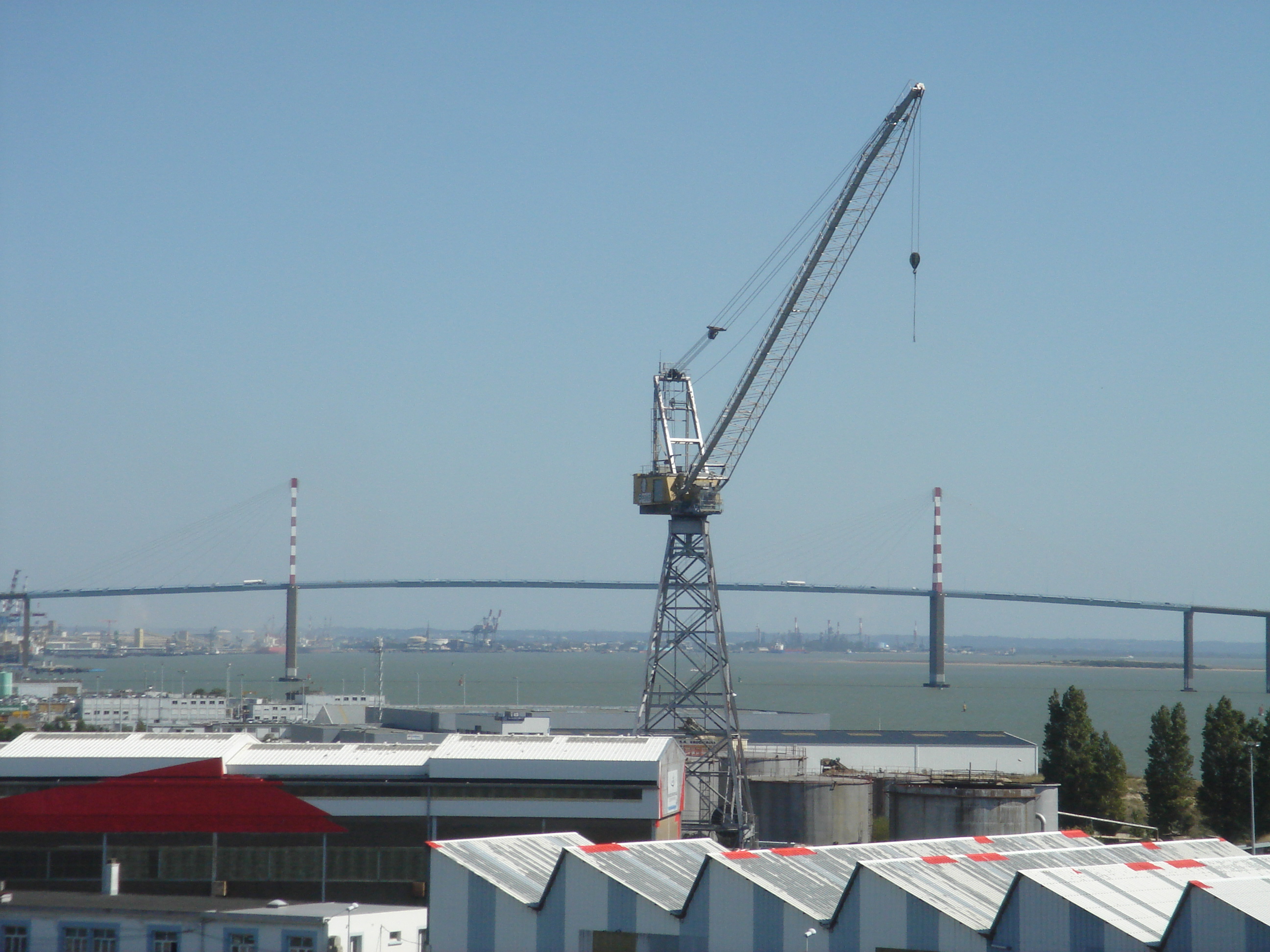
El puente de Saint-Nazaire visto desde la base de submarinos.
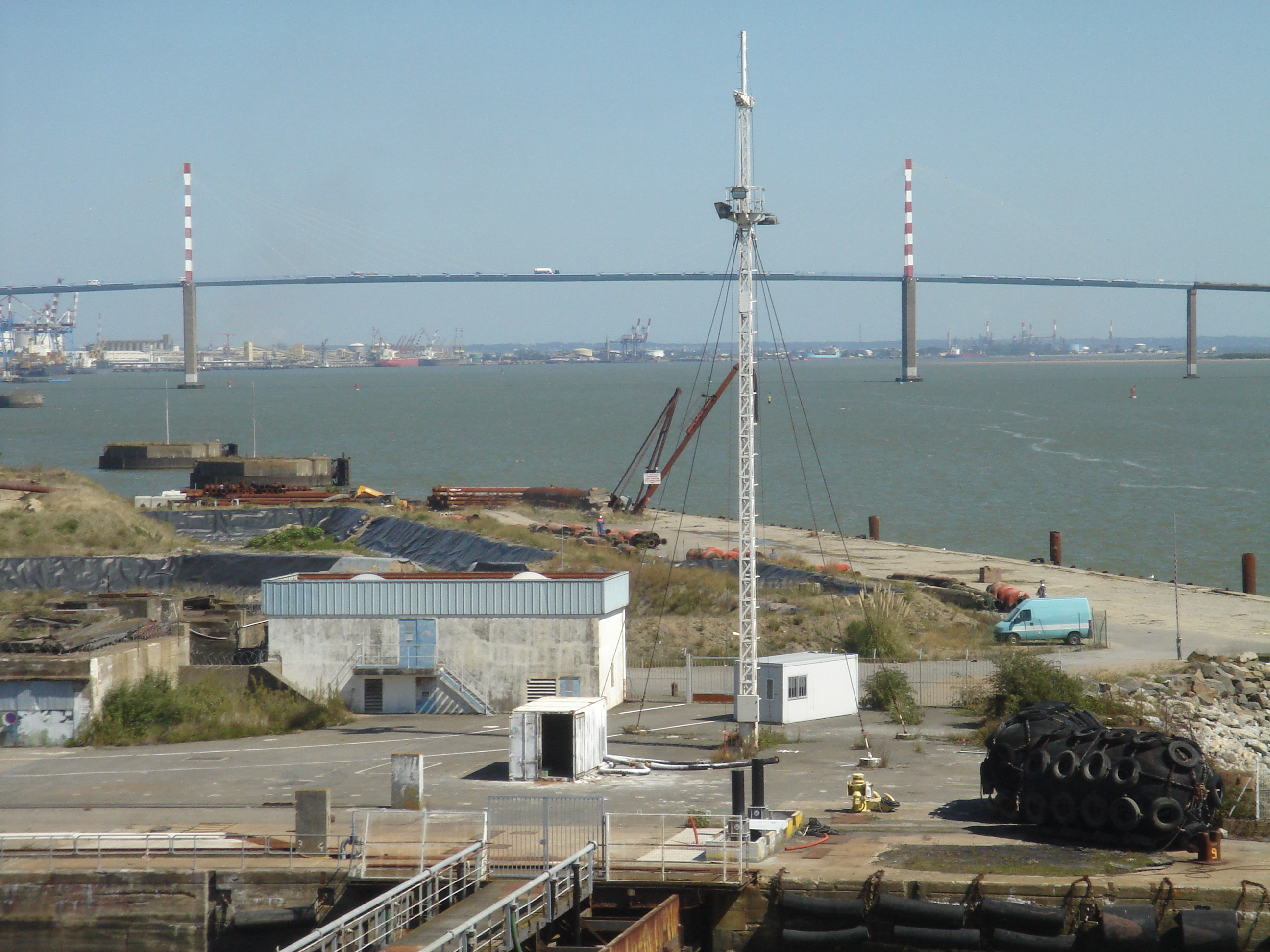
El puente visto desde el puerto.
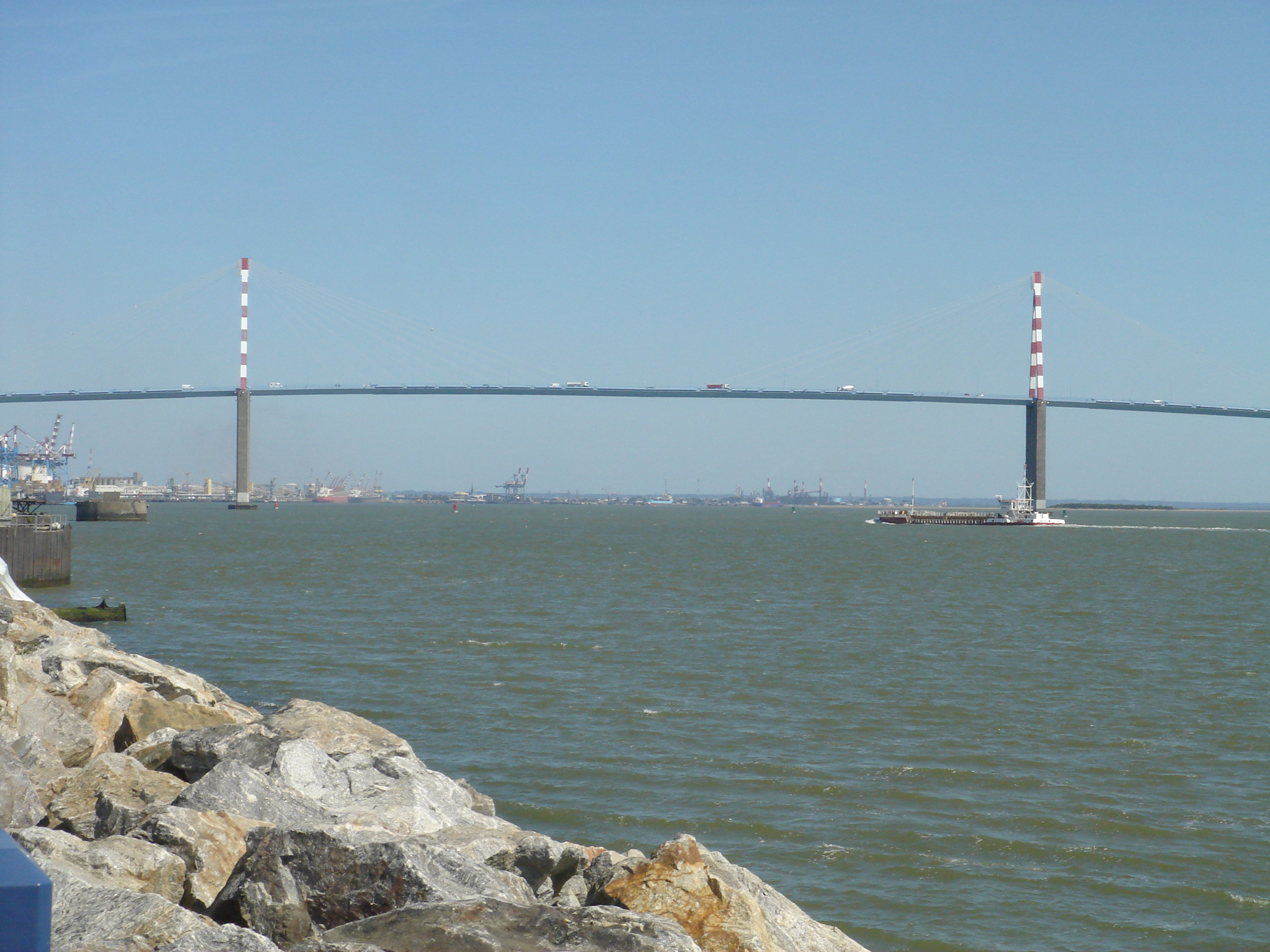
El puente visto desde Saint-Nazaire.
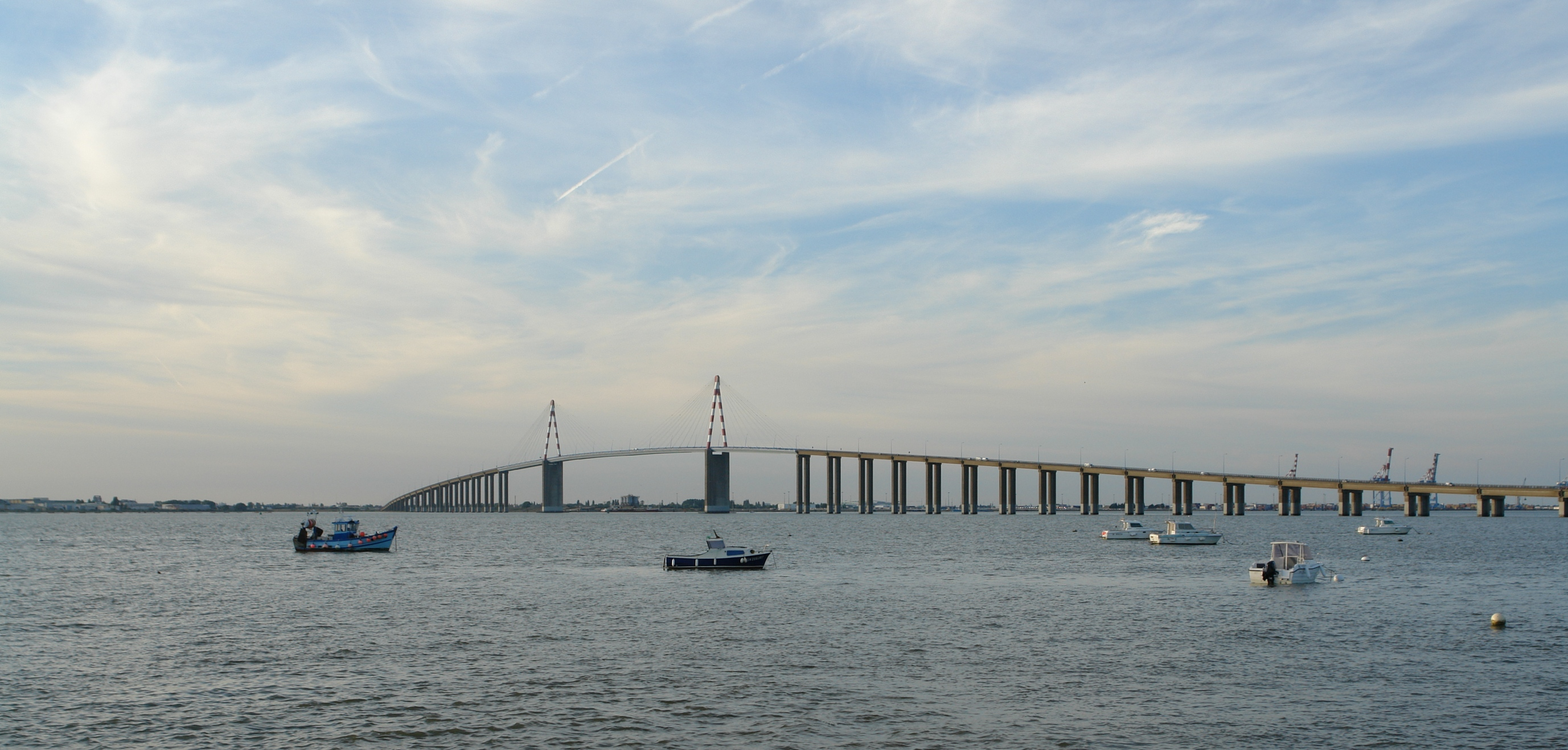
El puente visto desde St-Brévin